# پاتروکلوس
پاتروکلوس (به یونانی: Πάτροκλος)، در اسطوره‌های یونان، معشوق آشیل است. فرزند منویتیوس بود. در کودکی به علت قتل غیرعمد تبعید شد و نزد پلئوس رفت و محبوب آشیل، پسر وی شد. در جنگ تروا زمانی که آشیل دست از جنگ برداشت، لباس وی را بر تن کرد، به میدان نبرد رفت و به جای آشیل با هکتور جنگید و به دست او کشته شد. آشیل برای انتقام او به جنگ بازگشت و هکتور را کشت.